# ГАЕС Длоуге Стране
ГАЕС Длоуге Стране (Dlouhé Stráně) — одна з гідроакумулюючих електростанцій Чехії, споруджена на північному сході країни в регіоні Моравія. Станція є найпотужнішою серед всіх гідроелектроенергетичних об'єктів країни.
Спорудження ГАЕС розпочалось у 1978-му, проте в середині наступного десятиліття було на певний час заморожене. Після коригування проекту роботи відновились у 1989-го, з наступним введенням станції в експлуатацію у 1996 році.
Верхній резервуар об'ємом 2,72 млн м3 споруджено на горі Длоуге Стране на висоті 1350 метрів над рівнем моря. Як нижній резервуар використовується водосховище об'ємом 3,4 млн м3, створене бетонною греблею висотою 56 метрів на річці Divoká Desná (один із витоків Десни, що через Мораву відноситься до басейну Дунаю). Між верхнім та нижнім резервуарами створюється напір у 510,7 метра, що є найбільшим показником у гідроенергетиці Чехії.
Машинний зал станції споруджено в підземному виконанні на глибині 130 метрів. Він має розміри 87,5х22,5 метра та висоту 50 метрів. Крім того, в окремому підземному залі розмірами 115х16 метрів та висотою 21,7 метра знаходиться трансформаторне обладнання. Верхній резервуар сполучений з машинним залом двома водоводами довжиною біля 1,5 км кожен, тоді як до нижнього ведуть два тунелі довжиною 0,35 та 0,39 км при діаметрі 5,2 метра.
На ГАЕС встановлено дві оборотні турбіни типу Френсіс потужністю по 325 МВт у турбінному та 312 МВт у насосному режимі.
Зв'язок з енергосистемою здійснюється через ЛЕП, що працює під напругою 400 кВ.